# Gran premio della giuria: U.S. Dramatic
Il Gran premio della giuria: U.S. Dramatic è un premio assegnato dalla giuria del Sundance Film Festival al miglior film statunitense candidato nella sezione competitiva del concorso.

## Vincitori
- 1978 - Girlfriends, regia di Claudia Weill
- 1982 - Incontri particolari, regia di Bobby Roth
- 1984 - Old Enough, regia di Marisa Silver
- 1985 - Blood Simple - Sangue facile, regia di Joel ed Ethan Coen
- 1986 - La prima volta, regia di Joyce Chopra
- 1987 - Dimensioni parallele, regia di Gary Walkow; Waiting for the Moon, regia di Jill Godmilow
- 1988 - Heat and Sunlight, regia di Rob Nilsson
- 1989 - True Love, regia di Nancy Savoca
- 1990 - Chameleon Street, regia di Wendell B. Harris Jr.
- 1991 - Poison, regia di Todd Haynes
- 1992 - In the Soup - Un mare di guai, regia di Alexandre Rockwell
- 1993 - Public Access, regia di Bryan Singer; Ruby in Paradise, regia di Victor Nuñez
- 1994 - What Happened Was..., regia di Tom Noonan
- 1995 - I fratelli McMullen, regia di Edward Burns
- 1996 - Fuga dalla scuola media, regia di Todd Solondz
- 1997 - Sunday, regia di Jonathan Nossiter
- 1998 - Slam, regia di Marc Levin
- 1999 - Three Seasons, regia di Tony Bui
- 2000 - Girlfight, regia di Karyn Kusama; & Conta su di me, regia di Kenneth Lonergan
- 2001 - The Believer, regia di Henry Bean
- 2002 - Personal Velocity - Il momento giusto, regia di Rebecca Miller
- 2003 - American Splendor, regia di Shari Springer Berman e Robert Pulcini
- 2004 - Primer, regia di Shane Carruth
- 2005 - Forty Shades of Blue, regia di Ira Sachs
- 2006 - Non è peccato - La quinceañera, regia di Richard Glatzer e Wash Westmoreland
- 2007 - Padre Nuestro, regia di Christopher Zalla
- 2008 - Frozen River - Fiume di ghiaccio, regia di Courtney Hunt
- 2009 - Precious, regia di Lee Daniels
- 2010 - Un gelido inverno (Winter's Bone), regia di Debra Granik
- 2011 - Like Crazy, regia di Drake Doremus
- 2012 - Re della terra selvaggia (Beasts of the Southern Wild), regia di Benh Zeitlin
- 2013 - Prossima fermata Fruitvale Station (Fruitvale Station), regia di Ryan Coogler
- 2014 - Whiplash, regia di Damien Chazelle
- 2015 - Quel fantastico peggior anno della mia vita (Me & Earl & the Dying Girl), regia di Alfonso Gomez-Rejon
- 2016 - The Birth of a Nation - Il risveglio di un popolo (The Birth of a Nation), regia di Nate Parker
- 2017 - I Don't Feel at Home in This World Anymore, regia di Macon Blair
- 2018 - La diseducazione di Cameron Post, regia di Desiree Akhavan
- 2019 - Clemency, regia di Chinonye Chukwu
- 2020 - Minari, regia di Lee Isaac Chung
- 2021 - CODA, regia di Sian Heder
- 2022 - Nanny, regia di Nikyatu Jusu
- 2023 - A Thousand and One, regia di A.V. Rockwell
- 2024 - In the Summers, regia di Alessandra Lacorazza
- 2025 - Altropia, regia di Hailey Gates